# Múscul recte major de l'abdomen
El múscul recte major de l'abdomen, múscul recte anterior de l'abdomen o múscul recte de l'abdomen (musculus rectus abdominis) es troba per fora de la línia mitjana de l'abdomen. És un múscul parell, llarg i aplanat, interromput per tres o quatre interseccions aponeuròtiques, anomenades metàmeres, i dividit medialment per una banda de teixit conjuntiu, la línia alba. Està cobert per una robusta fàscia anterior que multiplica la seva tensió. És un múscul molt característic de l'ésser humà.
Estan situats per sobre de la línia arquejada i continguts dins la beina dels rectes. S'estén des de la línia mitjana del pubis (símfisi púbica) fins a la vora inferior de la caixa toràcica i l'apòfisi xifoide (extrem inferior de l'estern); més concretament, fins a l'apèndix xifoide i els cartílags adjacents (cinquena, sisena i setena costelles). S'insereix per mitjà d'un tendó aplanat i curt, el qual té dos feixos musculars –extern i intern–, que estan separats per la línia alba.
Està innervat, en la part superior, pels sis últims nervis intercostals i, en la part inferior, per una branca del nervi abdominogenital.

## Funció
És un múscul postural important i un potent flexor de la columna vertebral. La seva contracció comporta unes implicacions fisiològiques importants (en el part, en la defecació…). Hi ha algunes funcions que les exerceix principalment el múscul transvers de l'abdomen, concretament el buidatge abdominal, la micció i la defecació. A més, manté les vísceres abdominals al seu lloc.
Intervé en la funció expiratòria de la respiració; quan es contreu per parts; el seu to limita la inspiració màxima.
És també un flexor del tronc. Produeix flexió de la columna vertebral per mitjà de les costelles. La seva contracció unilateral produeix una inclinació ipsilateral del tronc (cap al mateix costat).

## Imatges

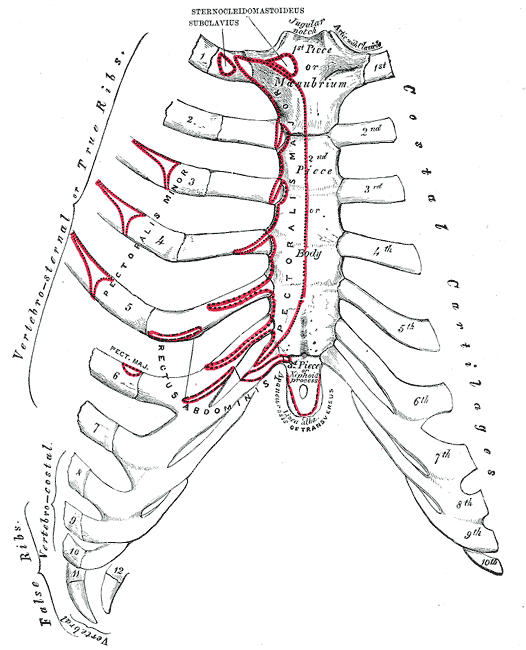
Superfície anterior de l'estern i cartílags costals.
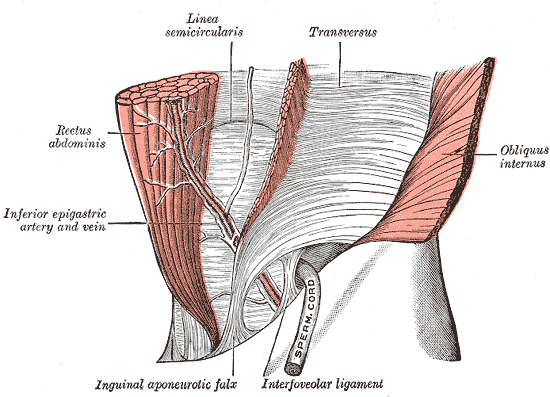
El lligament interfoveolar, vist frontal.
Diagrama de la beina del múscul recte.
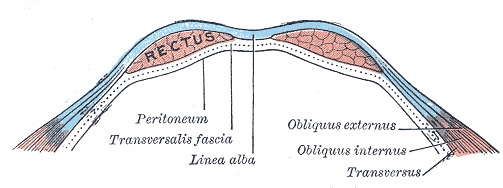
Diagrama d'una secció transversal a través de la paret abdominals anterior, per sota de la línia semicircular.
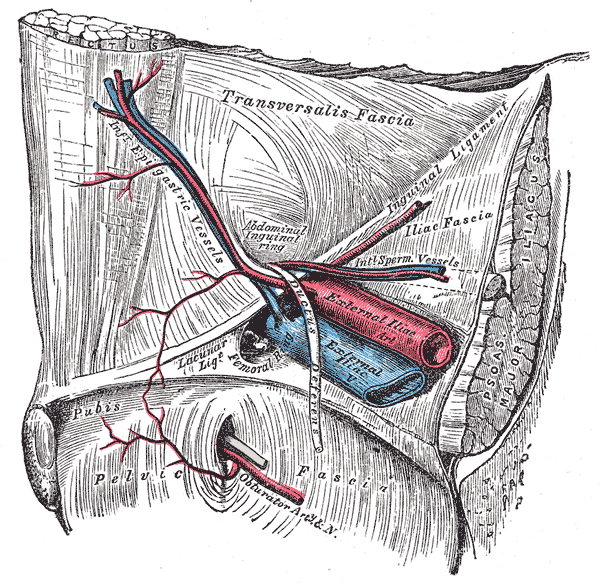
Les relacions dels anells abdominals inguinal i femoral; vista des de l'interior de l'abdomen. Costat dret.
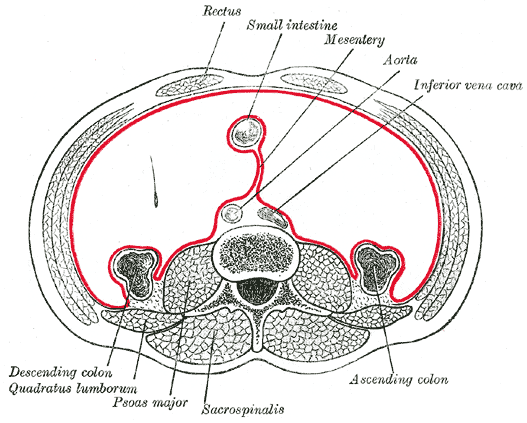
Disposició horitzontal del peritoneu en la part inferior de l'abdomen.
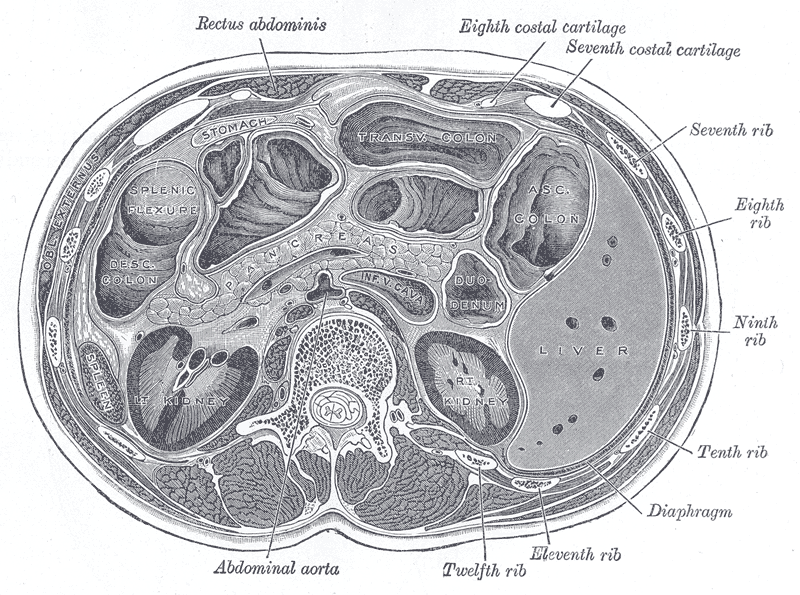
Secció transversal medial de la primera vèrtebra lumbar; es mostra les relació amb el pàncrees.
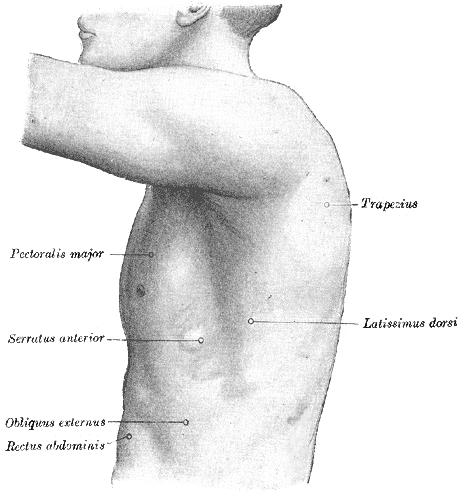
Costat esquerre del tòrax.
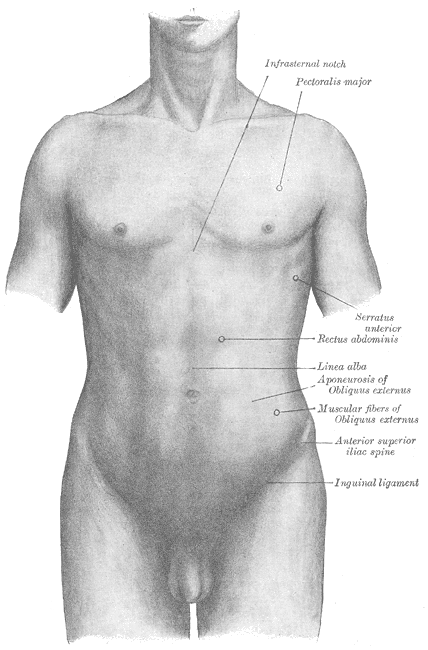
Anatomia de la superfície de la part frontal del tòrax i l'abdomen.
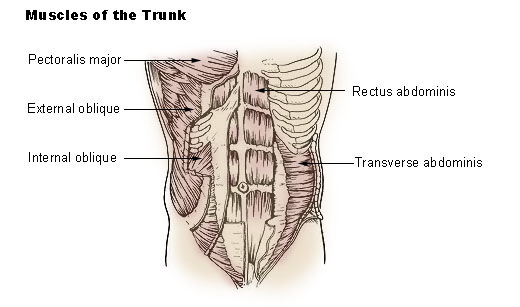
Músculs del tronc.

- Disseccions

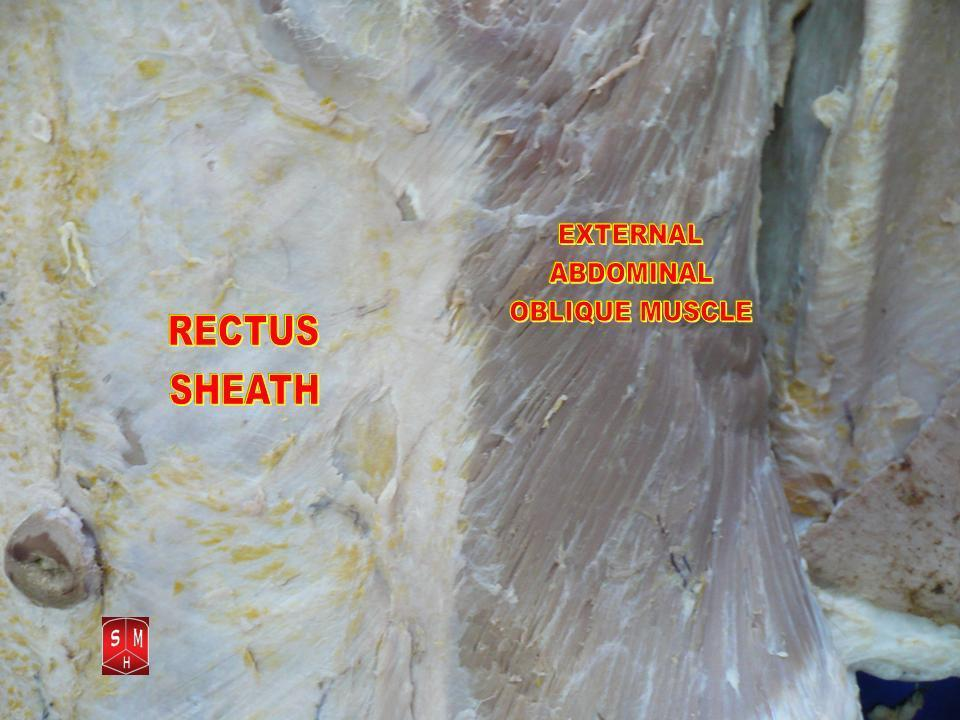
Embolcall del recte abdominal visible en una dissecció.
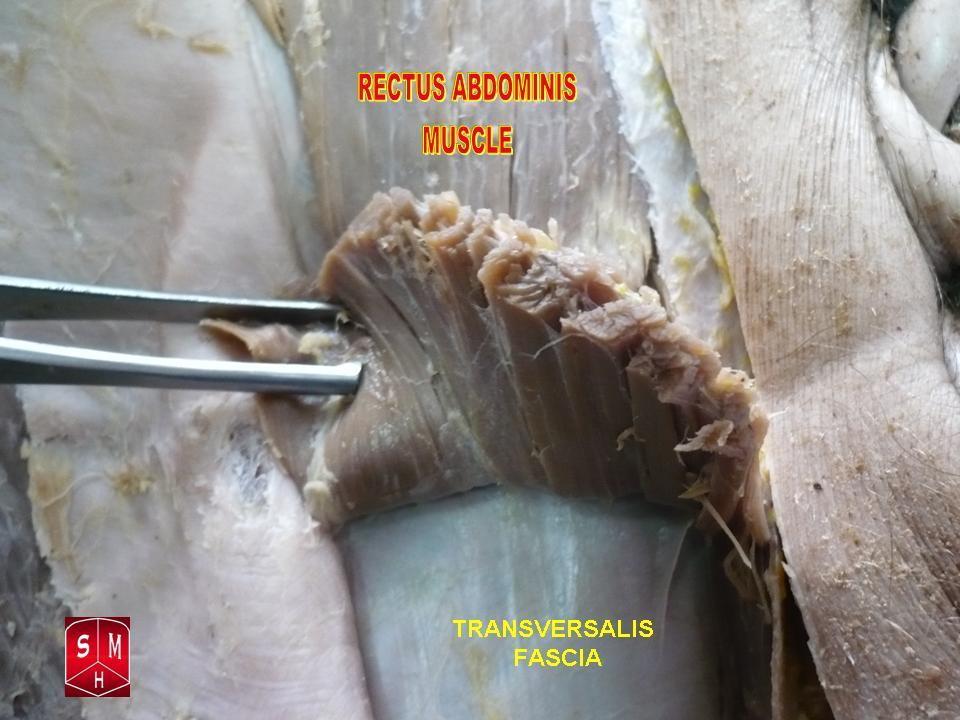
Múscul recte major de l'abdomen.
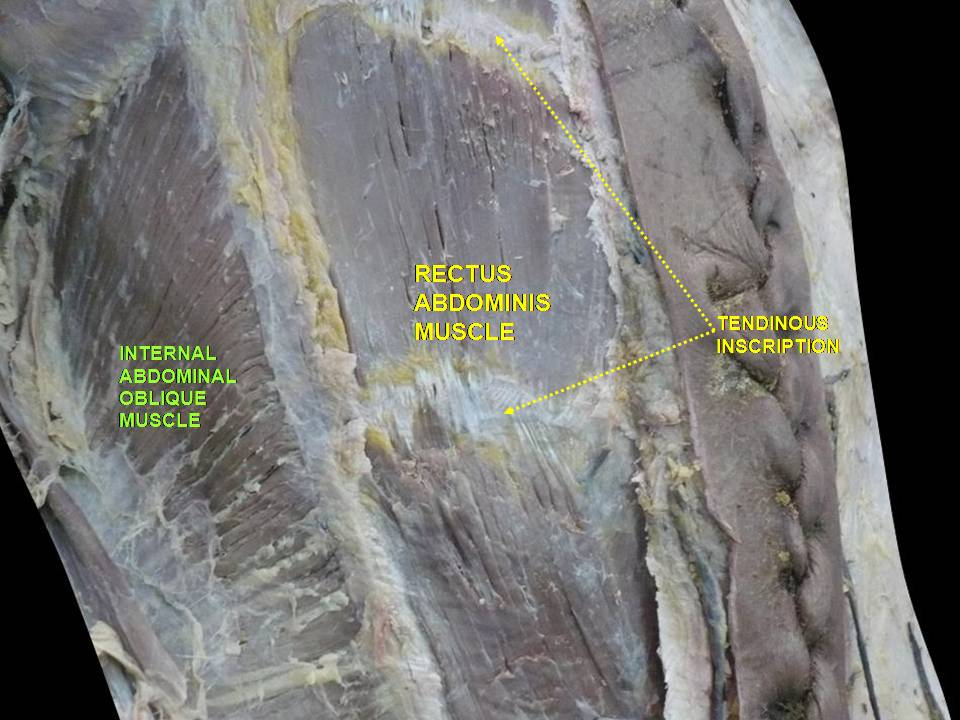
Múscul recte major abdominal. Paret abdominal anterior. Dissecció profunda. Vista anterior.